# لای-له-رز
شهر لای-لِه-رُز (به فرانسوی: L'Haÿ-les-Roses) در شهرستان ول-دو-مرن در ناحیه ایل-دو-فرانس با جمعیت ۳۰٬۴۲۸ نفر در کشور فرانسه واقع شده‌است